# ETI Telecom
ETI Telecom var en IT-virksomhed med hovedkvarter i Nørresundby. Selskabet blev i 2010 købt for 1,2 mia. kr. af britiske BAE Systems (som i 2019 blev rangeret det fjerdemest profitable våbenselskab af USA Today i verden (undtagen Kina, pga. manglende data) med en årlig profit på 1,1 mia. USD). I 2012 anklagede SKAT virksomheden for at snyde i skat for 104,6 mio. kr.
En efterforskning af BBC og Dagbladet Information i juni 2017 afslørede, at BAE Systems har solgt et overvågelsessystem ved navnet Evident til regeringerne af Saudi-Arabien, UAE, Qatar, Oman, Marokko, Algeriet. ETI leverede også udstyr til Tunesiens tidligere præsident, Zine El Abidine Ben Ali.
En anonym tidligere ansat hos ETI, sagde til Information: "Med det system, vi byggede, vil man kunne lytte med på alle former for internettrafik. Vil du overvåge et helt land? Kan sagtens lade sig gøre. Man kan se folks præcise placering baseret på mobiltelefoni. Man kan følge deres færden. Og så var firmaet langt i udviklingen af stemmegenkendelse. De kunne også dekryptere ting." Idet køberlandene har ringe menneskeretssikring, blev salget kritiseret af grupper såsom Amnesty International og Privacy International.
Under Erhvervsstyrelsens behandling af virksomhedens ansøgninger for tilladelse til at eksportere til Saudi-Arabien, Oman og Qatar, spurgte styrelsen hver gang udenrigsministeriet om en vurdering af om, hvorvidt der var risiko for, at produktet ville bruges til menneskrettighedskrænkelser, som krævet af EU-lov. Hver gang var ministeriets fulde svar "Udenrigsministeriet finder ikke anledning til at udtale sig imod vedhæftede ansøgning".
Få måneder efter Informations og BBCs afsløringer, lukkede BAE Systems deres danske afdeling ned, hvilket medførte 160 fyringer.